# Thrige
Thomas B. Thrige AS war ein dänisches Unternehmen mit Sitz in Odense, das 1894 gegründet wurde und zunächst Elektromotoren und Fahrräder produzierte. Später wurden Lastkraftwagen und Personenkraftwagen gefertigt, ehe 1918 die Automobilabteilung zu De forenede Automobilfabriker fusionierte. Das motorentechnische Erbe wird bis heute durch den Nachfolgebetrieb T-T Electric fortgeführt.

## Unternehmensgeschichte
Das Unternehmen wurde 1894 durch den Industriellen Thomas Barfoed Thrige gegründet und spezialisierte sich zunächst auf die Produktion von Elektromotoren und Fahrrädern. Bis spätestens 1909 folgte die Fertigung von Lastkraftwagen, 1910 oder 1911 kamen Personenkraftwagen hinzu. 1918 wurde die Automobilsparte mit den Konkurrenten Anglo-Dane und Jan zur „De forenede Automobilfabriker A/S“ zusammengeschlossen, die fortan unter der Marke Triangel Nutzfahrzeuge herstellte.

## Fahrzeuge
Anfangs produzierte das Unternehmen elektrisch betriebene Lkw; ab 1909 kamen Schiebermotoren der Daimler Motor Company mit 3,3 l Hubraum und etwa 44 PS zum Einsatz. Später verwendete Thrige Einbaumotoren der US-amerikanischen Firmen Continental und Hercules.
Die Pkw-Baureihen waren eigenständige Konstruktionen, die teilweise als Taxis genutzt wurden. Modelle von 1913/14 (Zweisitzer, 12 PS) basierten auf Ballot-Motoren, hatten eine Magnetzündung von Bosch, Solex-Vergaser, ein Dreiganggetriebe und Kardanantrieb — allerdings ohne Differential. Manche Komponenten wie Fahrgestell oder Lenkung stammten aus Frankreich. Diese Baureihe wurde als „4/12 HP“ bezeichnet. Von 1914 bis 1918 folgte das Modell „8/22 HP“ mit ähnlicher Technik.

## Nachfolge und Fortbestand
Die Automobilproduktion endete 1918 mit der Fusion. Die Elektromotorenfertigung wurde jedoch fortgeführt. 1965 fusionierte Thrige mit Titan zur Thrige-Titan A/S, woraus später T-T Electric entstand. Das Unternehmen ist heute ein international tätiger Hersteller von Gleichstrommotoren.